# Aplocnemus nigricornis
Aplocnemus nigricornis är en skalbaggsart som först beskrevs av Fabricius 1793.  Aplocnemus nigricornis ingår i släktet Aplocnemus, och familjen borstbaggar. Arten är reproducerande i Sverige.